# Patrick Edward McGovern

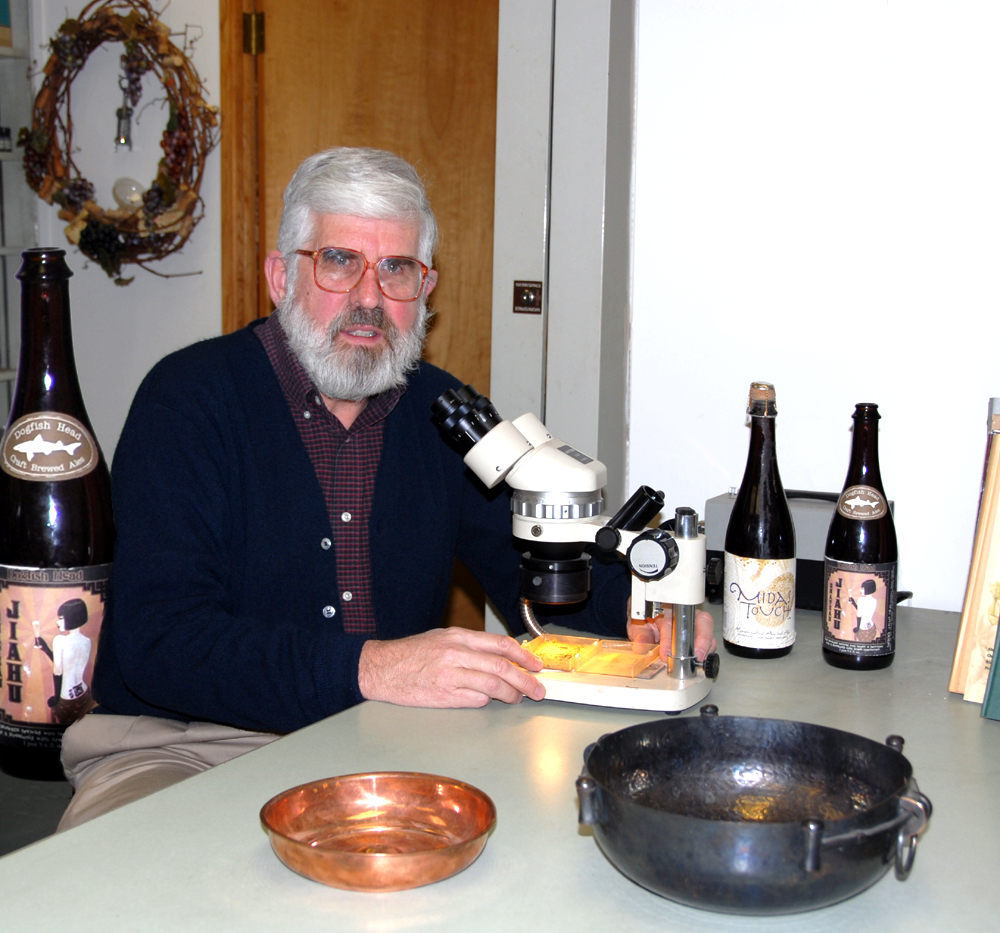
Patrick Edward McGovern

Dr. Patrick E. McGovern Ph.D é um arqueólogo e professor adjunto do Museu de Arqueologia e Antropologia da Universidade da Pensilvânia.
Um cientista sênior da pesquisa no Centro de Ciências Aplicadas do Museu de Arqueologia (MASCA) da Universidade da Pensilvânia, Museu de Arqueologia e Antropologia, McGovern foi um pioneiro no campo emergente da arqueologia molecular.
Seu trabalho se concentrou em analisar o conteúdo orgânico dos antigos navios para aprender mais sobre as origens do vinho e da cerveja, bem como corantes, como a Royal Purple. Uma de suas pesquisas envolveu a reconstrução do "Banquete Funerário do Rei Midas", e quimicamente a confirmação das primeiras bebidas fermentadas, antes de qualquer lugar do mundo, em 7.000AC, no Neolítico na China.